# 末吉村
末吉村（すえよしむら）とは、東京都八丈支庁管内にかつて存在した村である。現在の八丈町末吉。

## 地理
- 現在の八丈町の南部に位置する。
- 村は太平洋に面している。

## 歴史

### 沿革
- 1908年（明治41年）10月1日 - 八丈島への島嶼町村制の施行に伴い発足。
- 1940年（昭和15年）4月1日 - 伊豆諸島の島嶼町村制が普通町村制に移行。
- 1954年（昭和29年）10月1日 - 三根村、樫立村、中之郷村、鳥打村との合併により八丈村が発足。同日末吉村廃止。

変遷表
| 1868年 以前 | 1868年 以前 | 明治41年 10月1日 | 昭和29年 10月1日 | 昭和30年 4月1日 | 現在   |
| ----------- | ----------- | ---------------- | ---------------- | --------------- | ------ |
|             | 末吉村      | 末吉村           | 八丈村           | 町制            | 八丈町 |

## 人口
総数 [単位： 人]
| 1877年（明治10年） | 898 |